# Ellen Blazer
Esther Clara (Ellen) Blazer (Rotterdam, 3 december 1931 – Hilversum, 22 januari 2013), was een Nederlands televisieredacteur en -regisseur die een groot deel van haar leven voor de VARA werkte.

## Biografie
Blazer werd geboren in Rotterdam. Haar vader was handelsreiziger en haar moeder cheffin van een hoedenzaak. Het gezin woonde boven een winkel. In de Tweede Wereldoorlog moest de joodse Blazer onderduiken. Ze leefde vanaf haar elfde tot haar veertiende jaar zonder haar ouders bij een gereformeerd gezin in Friesland. Na de oorlog zat ze op de gemeentelijke hbs voor meisjes aan de Utrechtse Wittevrouwenkade, waar ze in 1950 eindexamen deed. Begin 1951 was ze actief in het - kortstondig bestaande - Utrechts literair cabaret Amphi Parnas, waaraan ook Rijk de Gooyer en Johan Bodegraven meededen.
In 1952 begint Blazer bij de Wereldomroep als assistente op de afdeling klassieke muziek. Vervolgens is ze werkzaam op de afdeling regie en presentatie. Na vijf jaar stapt ze over naar de VARA waar Blazer scriptgirl wordt voor regisseur Gijs Stappershoef. Zo werkt ze in die functie voor het Eurovisiesongfestival 1958. Later deed ze de regie van de programma's Thuis bij... (1961) en Onder anderen (1966). Verder werkte ze mee aan de programma's Willens en wetens (1962) en Per Seconde Wijzer van Theo Eerdmans en Berend Boudewijn, en de magazines Uit (1963), Uit Bellevue (1966/67), Europa in... (1969) en Duizendschoon (1977). Blazer was vanaf 1977 twintig jaar lang de steunpilaar van Sonja Barend, droeg veel ideeën bij aan Barends praatprogramma's als Sonja's goed nieuws show en Sonja op... en gaf haar de ruimte; door Kees Driehuis een televisiehuwelijk genoemd. Ook bedacht Blazer de formules voor de quiz Twee voor twaalf, de rubriek Kunstkoppen en het programma Wereldwijs. De rechten op die formules, die haar veel geld hadden kunnen opleveren, stond ze belangeloos af aan de VARA.

### Overlijden
Blazer overleed op 81-jarige leeftijd in Hilversum na een kort ziekbed. Ze werd op 24 januari 2013 begraven op de Joodse begraafplaats in Muiderberg.

## Prijzen
- Ere Zilveren Nipkowschijf (2007)